# Castelo de Barchell

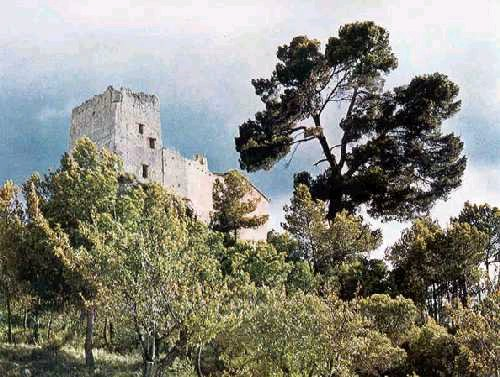
Castelo de Barchell, Espanha.

Castelo de Barxell, Espanha: planta aproximada.

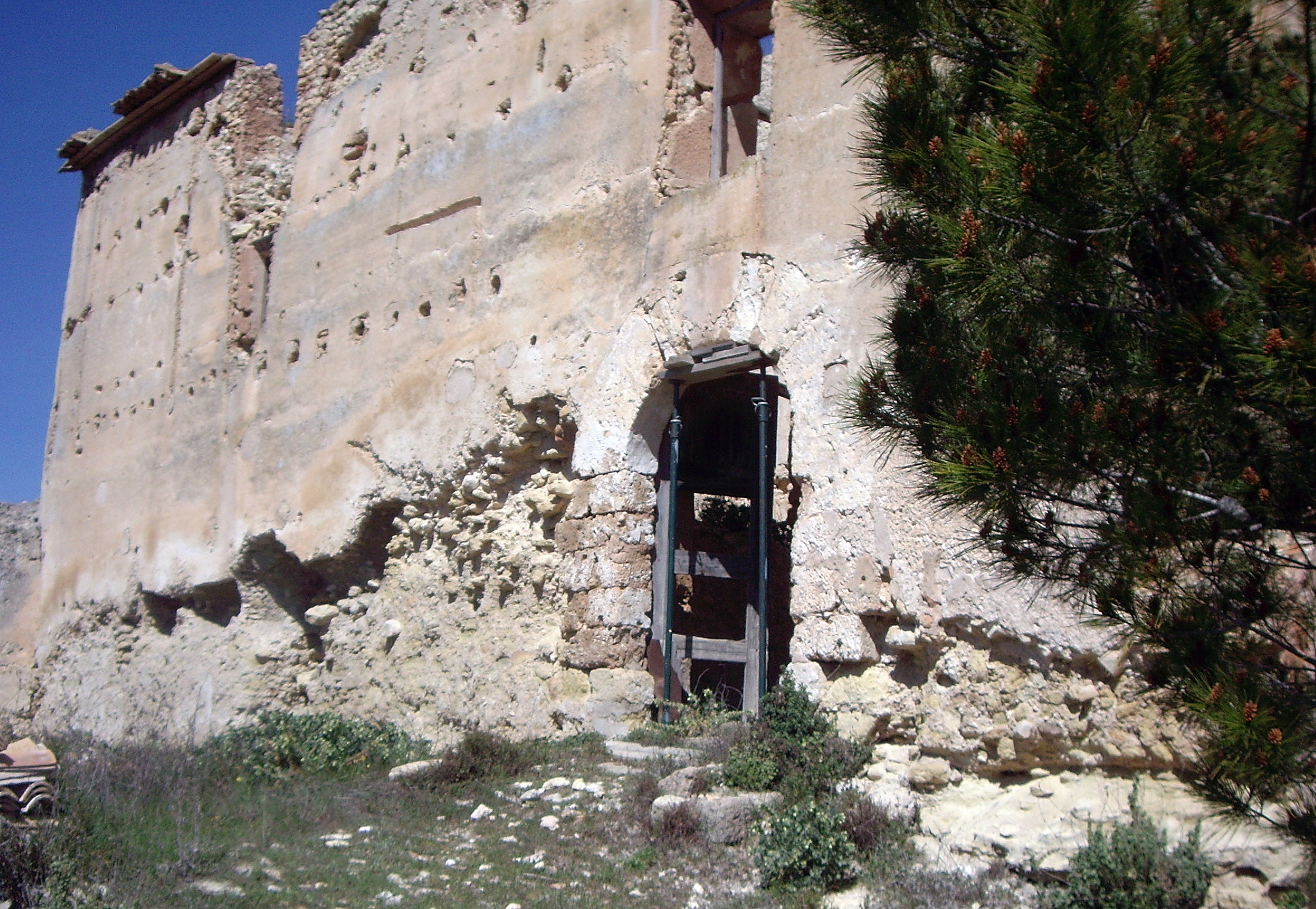
Castelo de Barxell, Espanha: porta da torre.

O Castelo de Barchell localiza-se no município de Alcoi, província de Alicante, na comunidade autónoma da Comunidade Valenciana, na Espanha.

## História
Em posição dominante sobre uma elevação rochosa, a 800 metros acima do nível do mar, a sua construção remonta ao século XIII, embora haja documentos que comprovam a sua existência em 1264.
Foi erguido em época cristã para controle da povoação mudejar.

## Características
O conjunto ocupa uma área total de 2860 metros quadrados, com um perímetro de 239 metros. Em 2010, embora tenham desaparecido todas as coberturas, o monumento conserva integralmente o seu recinto muralhado. Nele destacam-se a torre de menagem, de planta quandrangular, com 3,8 metros de comprimento por 7 metros de largura e cerca de 20 metros de altura, acedida por uma porta de pequenas dimensões, encimada por arco de volta perfeita. O seu interior era primitivamente dividido em três pavimentos. No seu exterior encontram-se os restos de construções que lhe eram adossadas, assim como uma cerca construída em taipa.